# Vila Franca do Campo
Vila Franca do Campo is een plaats en gemeente op het grootste eiland van de Portugese eilandengroep Azoren, São Miguel.
De gemeente heeft een totale oppervlakte van 78 km2 en telde 11.150 inwoners in 2001.

## Plaatsen in de gemeente
- Água de Alto
- Ponta Garça
- Ribeira das Tainhas
- Ribeira Seca
- São Miguel (Vila Franca do Campo)
- São Pedro (Vila Franca do Campo)